# Lygie (equip ciclista)

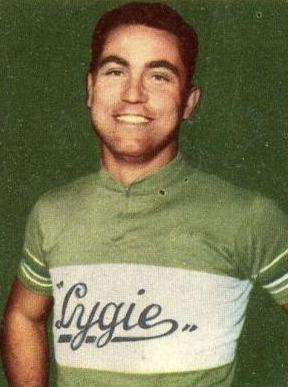
Mario Ghella

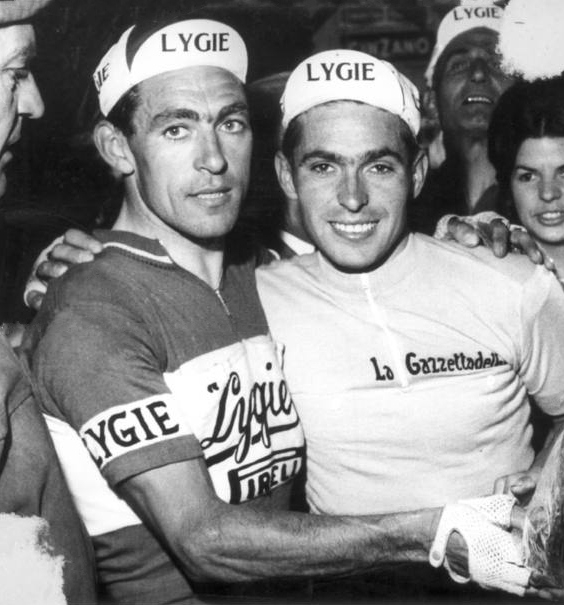
Aldo i Enzo Moser al 1964

L'equip Lygie va ser un equip ciclista italià, de ciclisme en ruta que va competir entre 1922 i 1964, en diferents períodes.
Sorgit a partir de la fàbrica de bicicles del mateix nom, va estar actiu principalment entre 1922 i 1923, entre 1938 i 1940, entre 1946 i 1960, i entre 1963 i 1964. Durant algunes temporades va fer de filial de l'equip Atala.

## Principals resultats
- Giro de Toscana: Mario Vicini (1938), Vito Taccone (1963)
- Giro d'Úmbria: Giordano Cottur (1939)
- Giro del Laci: Mario Vicini (1939), Michele Motta (1947), Loretto Petrucci (1955)
- Milà-Torí: Italo De Zan (1947)
- Milà-Sanremo: Loretto Petrucci (1953)
- París-Brussel·les: Loretto Petrucci (1953)
- Giro dels Apenins: Aurelio Cestari (1957)

### A les grans voltes
- Giro d'Itàlia
  - 8 participacions (1922, 1938, 1939, 1940, 1947, 1948, 1963, 1964)
  - 11 victòries d'etapa:
    - 3 el 1938: Marco Cimatti, Mario Vicini, Giordano Cottur
    - 1 el 1939: Giordano Cottur
    - 1 el 1947: Antonio Bevilacqua
    - 5 el 1963: Vito Taccone (5)
    - 1 el 1964: Marcello Mugnaini

  - 0 classificació finals:
  - 1 classificació secundària:
    - Gran Premi de la muntanya: Vito Taccone (1963)

- Tour de França
  - 0 participacions

- Volta a Espanya
  - 0 participacions